# 1401
1401 је била проста година.